# 卡普劳纳
卡普劳纳（義大利語：Caprauna），是意大利库内奥省的一个市镇。总面积10平方公里，人口122人，人口密度12.2人/平方公里（2009年）。ISTAT代码为004039。